# رئوف علی‌اف
رئوف علی‌اف (ترکی آذربایجانی: Rauf Səhraman oğlu Əliyev؛ زادهٔ ۱۲ فوریهٔ ۱۹۸۹) بازیکن فوتبال اهل جمهوری آذربایجان است.
از باشگاه‌هایی که در آن بازی کرده‌است می‌توان به باشگاه فوتبال خزر لنکران، باشگاه فوتبال نفتچی باکو، باشگاه فوتبال باکو، باشگاه فوتبال قره‌باغ، و باشگاه فوتبال کشله اشاره کرد.
وی همچنین در تیم‌های ملی فوتبال Azerbaijan national under-17 football team, Azerbaijan national under-19 football team، زیر ۲۱ سال جمهوری آذربایجان، و جمهوری آذربایجان بازی کرده‌است.